# H Jungle with t
H Jungle with t（エイチ ジャングル ウィズ ティー）は、浜田雅功と小室哲哉による音楽ユニット。

## 概要
フジテレビの音楽番組『HEY!HEY!HEY! MUSIC CHAMP』に小室が『篠原涼子 with t.komuro』パートに出演した際、浜田が「僕にもヒット曲プロデュースして下さい」と話した事がきっかけで1995年に結成した。浜田がプロデュースを望んだ理由としては、篠原涼子の「恋しさと せつなさと 心強さと」の大ヒットの影響も強いという。
ユニット名は、浜田のイニシャルであるHと、スケベの意味であるH、そして小室が当時傾倒していたジャングルが掛けられている。また、「お互い本職じゃない分野・人材と新しく関わるんだから、どこかで逃げ道を作っておきたい」という心境から名前をぼかした面もある。
1995年10月2日放送の『HEY!HEY!HEY! MUSIC CHAMP 紅の3時間半スペシャル』のglobeのトークパートにて、小室がglobeをデビューさせるよりもH Jungle with tの楽曲作成を優先した結果、globeは1995年8月デビューになったと浜田が語っている。初期はTRFのDJ KOO、後にglobeのメンバーとなるマーク・パンサー、小室の弟子である久保こーじらが楽曲製作に参加した。
ユニット結成記者会見で小室は「ミリオン（100万枚）はいくと思う」と発言し、A面バージョンは“2 Million Mix（200万枚ミックス）”とネーミングされており、そして予告通りデビューシングル『WOW WAR TONIGHT 〜時には起こせよムーヴメント』は200万枚を越えるヒットを記録した。同年のオリコン年間チャート2位を記録し（1位はDREAMS COME TRUEの『LOVE LOVE LOVE/嵐が来る』）、レンタルCDチャートでは1位を記録した。
この楽曲には浜田の相方である松本人志もゲスト参加したが、その実態はスタッフが松本のもとに録音機を持って行き「好きに喋ってください」というものだった。従って間奏に「B・U・S・A・I・K・U ・H・A・M・A・D・A」（ローマ字読みにすると「ブサイク浜田」となる）と叫ぶ部分と、ラスト部分には浜田と初めて会ったときのエピソードが好き勝手に喋られている。また、この松本の喋りは、『WOW WAR TONIGHT REMIXED』の中でリミックスされて完全収録された。
H Jungle with tのヒットにより、イギリスのサブカルチャー雑誌『i-D』に、「世界で初めてジャングルで100万枚を売り上げたプロデューサー」として小室哲哉が特集された。
同年末の『第46回NHK紅白歌合戦』に選出され初出場したが、浜田には知らせずに、歌唱途中で「ゲイシャガールズ」の格好をした松本がステージに乱入し、浜田にもゲイシャガールズの扮装をさせるべく、カツラをかぶせ着物を着せようとしたが（『ごっつええ感じ』のコント「STYLIST」同様、浜田は着替えに対し無抵抗であった）、舞台上には大人数がいたため上手くいかなかった（スタッフが松本の持っていたカバンの中にドーランを入れ忘れたというハプニングがあった）。歌唱終了後、両軍の司会である上沼恵美子と古舘伊知郎に呼び止められた松本は、浜田に着せ損なった着物を小室に着せて「（NHKなのに）コマーシャル」「（裏番組の）野球拳行かなあかんから、呼びに来たんや」などとボケた。
1996年の「FRIENDSHIP」リリース時は、これまでの作品は発売前から大々的に取り上げてきた『HEY!HEY!HEY!』に於いて、日本テレビの浜田主演ドラマ『竜馬におまかせ!』の主題歌として制作された楽曲のためか、番組内での事前発売の告知などもなく、トーク出演は普通のゲスト枠同様の扱いで短く紹介された。
1997年、いわゆる小室ファミリーを集結させてリリースされたTK presents こねっと名義でのチャリティーシングル「YOU ARE THE ONE」に浜田雅功名義で参加するが、以降の活動は行われていない。2001年以降 小室が吉本興業とマネージメント契約を結んだことを受け、『HEY!HEY!HEY!』内で「今後活動はないのか?」と松本が問いただしたことがある。「H Jungleは… 微妙」と小室は呟いており、再始動は難しそうである。
小室はユニットについて「100%ジャングルと思ったら違うんです。僕なりのジャングルの解釈です。まず『ジャングル』という言葉を浸透させる」「音楽面で浜ちゃんが『まな板の鯉か?』と思う程に僕の要求に応えてくれたから、すごくやりやすくてありがたかった。だからその逆として、浜ちゃんが出してくるヴィジュアル面のアイディアに僕は黙って乗った」「『“お笑い”という未知のジャンルで働く方と仕事ができた』『女性のプロデュースが多い中で、男性のプロデュースを成功させることができた』『“その場の勢いで突然のオファー”というハプニングがセールスにつながった』と得るものが大きかった」「始めて自分の理想が何もかも思い通りに、世間にハマッたプロジェクトだった。『ジャングル+浜ちゃん』というへんてこりんな組み合わせで、それを周囲に押し付けたとしても、評価・枚数等色々な成績を成立できた。『これは責任重大だな』とここからは3,4年はプロデューサーに徹しなければいけなかった」と総括している。
『HEY!HEY!HEY! MUSIC CHAMP』でライブを行った際、浜田がアクシデントで歌唱を中止したのに歌声が流れ、口パクが露呈したことがあり、後に「LOVE LOVEあいしてる」の特番で「WOW WAR TONIGHT」を披露したが、浜田がその際「テレビで生歌を披露したのは紅白とこのときだけ」と告白した。同番組では、2度、ステージでほかの歌手同様に歌唱しているがともに口パクとなる（1995年3月13日通常放送、4月10日放送「炎の3時間スペシャル」各2回）。
2014年12月29日放送の『HEY!HEY!HEY! MUSIC CHAMP 20周年大感謝祭』（フジテレビ）で、一夜限りの再結成（復活）して、デビュー曲「WOW WAR TONIGHT」が約18年ぶりに披露された。
2024年5月12日、浜田がパーソナリティを務めるMBSラジオのラジオ番組、ごぶごぶラジオ内で企画された音楽フェス、『ごぶごぶフェスティバル』にて、29年ぶりのライブ出演を果たした。
2023年12月時点でのオリコンランキングにおけるCDシングルの総売上枚数は436.7万枚で、テレビ番組発の芸人音楽ユニットとしては歴代1位である。

## ディスコグラフィー

### シングル
1. WOW WAR TONIGHT 〜時には起こせよムーヴメント（1995年3月15日発売）
2. GOING GOING HOME（1995年7月19日）
3. FRIENDSHIP（1996年4月24日） - 日本テレビ系ドラマ『竜馬におまかせ!』主題歌

### アルバム
1. WOW WAR TONIGHT REMIXED（1995年5月24日）
2. H Jungle With t 30th Anniversary Collection（2025年3月19日予定）

### 映像作品
いずれもVHSのみで発売。
1. H Jungle With t were born in 3.15,1995（1995年5月24日）
2. GOING GOING HOME（1995年9月21日）

## NHK紅白歌合戦出場歴
| 年度/放送回              | 回 | 曲目                                         | 出演順 | 対戦相手         |
| ------------------------ | -- | -------------------------------------------- | ------ | ---------------- |
| 1995年（平成7年）/第46回 | 初 | WOW WAR TONIGHT 〜時には起こせよムーヴメント | 11/25  | DREAMS COME TRUE |

注意点
- 出演順は「出演順/出場者数」で表す。